# Pan
Pan je tudi rod človeku podobnih opic, kamor uvrščamo šimpanza in bonoba.
Pan (grš. Πάν, lat. Pan) je v grški mitologiji bog divjine, gozda, pastirjev, čred, pašnikov, lova in pastoralne glasbe, hkrati pa tudi sopotnik nimfam. Pogosto ga povezujejo z rodovitnostjo in pomladnim letnim časom.
Upodobljen je s kozjimi nogami in rogovi, podobno kot favn in satir. Je sin Hermesa in nimfe Penelope.